# Wait for Me
Wait for Me (“Esperame”), es un álbum de Moby, publicado en 2009. 
Los sencillos de este álbum, son "Shot in the Back of the Head", "Pale Horses", "Mistake", "One Time We Lived", "Wait For Me". 
El video "Shot In The Back Of The Head" fue dirigido por David Lynch.
Diez años después de su álbum Play en 1999, su primer éxito a nivel masivo que vendió millones de discos. Moby llega con este álbum que también tiene una versión ambiente y una edición de lujo. 

## Lista de canciones
Todas las canciones escritas Moby por excepto las indicadas:
| N.º | Título                         | Duración |  |
| 1.  | «Division»                     | 1:56     |  |
| 2.  | «Pale horses»                  | 3:37     |  |
| 3.  | «Shot in the Back of the Head» | 3:15     |  |
| 4.  | «Study war»                    | 4:18     |  |
| 5.  | «Walk with me»                 | 4:01     |  |
| 6.  | «Stock radio»                  | 0:55     |  |
| 7.  | «Mistake»                      | 3:47     |  |
| 8.  | «Scream pilots»                | 2:48     |  |
| 9.  | «Jltf-1»                       | 1:27     |  |
| 10. | «Jltf»                         | 4:40     |  |
| 11. | «A seated night»               | 3:23     |  |
| 12. | «Wait for me»                  | 4:13     |  |
| 13. | «Hope is gone»                 | 3:31     |  |
| 14. | «Gosht return»                 | 2:38     |  |
| 15. | «Slow light»                   | 4:00     |  |
| 16. | «Isolate»                      | 3:28     |  |